# 박민석 (1989년)
박민석(朴珉奭, 1989년 7월 4일 ~ )은 전 KBO 리그 NC 다이노스의 사이드암 투수이다.

## 아마추어 시절
당시엔 쓰리쿼터였다. 2007년 황금사자기 전국고교야구대회와 2007년 대통령배 전국고교야구대회 우수 투수로 선정됐으며 2007년 무등기 전국고교야구대회의 결승전 선발 투수로 출전해 5.1이닝동안 3피안타, 무실점, 2탈삼진으로 최우수 선수, 故 최인식 선수상에 선정됐다. 2007년 10경기에서 40.1이닝을 던지며 4승, 24탈삼진, 평균자책점 0.90을 기록했다. 3학년 때 15경기 6승 1패, 평균자책점 0.90으로 장충고등학교의 전국대회 2관왕을 이끌었다. 이 때 오버스로로 전향했다가 포심 구속이 오히려 떨어져 지명 순위도 떨어졌다. 2차 7라운드 51순위로 계약금 5,000만원에 두산 베어스에 입단했다.

## 두산 베어스시절
투구 폼을 장충고등학교 시절의 쓰리쿼터에서 사이드암으로 전환했다. 2008년 6월 17일 SK전에서 구원 등판해 2이닝동안 피안타 없이 3K, 1사사구 무실점으로 데뷔전을 치렀다. 2008년 10월 4일, 시즌 최종전에서 선발 등판했으나 패전 투수가 됐다. 2008년 시즌 15경기에서 27.2이닝동안 1패, 24탈삼진, 1점대 평균자책점을 기록했다.
2008년 한국시리즈 엔트리에 김명제 대신 합류했다.
2008년에는 어느 정도 좋은 모습을 보여 주었으나 2009년에는 평균자책 8점대를 기록해 부진하였다.

## 상무 야구단시절
2011년에 입단하였다.

## 두산 베어스복귀
2012년에 복귀하였다. 전역 후에도 별다른 활약을 보여주지 못해 2014년 5월에 방출당했다.

## NC 다이노스시절
방출 후 장충고등학교에서 훈련하다가, 고교시절 감독이었던 NC 다이노스 스카우트 팀장 유영준의 권유로, 2014년 시즌 후 입단 테스트를 받아 신고선수로 입단했다. 이호중의 부상으로 스프링캠프 명단에 결원이 생기자 정식선수로 등록돼 스프링캠프에 참가했다.

## 연봉
| 연도   | 연봉      | 인상율(%) | 비고 |
| ------ | --------- | --------- | ---- |
| 2015년 | 2,700만원 |           |      |
| 2016년 | 2,700만원 | 0         |      |

## 출신 학교
- 서울이수초등학교
- 서울 영동중학교
- 장충고등학교

## 통산 기록
| 연도 | 팀명  | 평균자책점 | 경기 | 완투 | 완봉 | 승 | 패 | 세 | 홀 | 승률  | 타자 | 이닝 | 피안타 | 피홈런 | 볼넷 | 사구 | 탈삼진 | 실점 | 자책점 |
| ---- | ----- | ---------- | ---- | ---- | ---- | -- | -- | -- | -- | ----- | ---- | ---- | ------ | ------ | ---- | ---- | ------ | ---- | ------ |
| 2008 | 두산  | 1.63       | 15   | 0    | 0    | 0  | 1  | 0  | 0  | 0.000 | 113  | 27.2 | 18     | 1      | 8    | 7    | 24     | 8    | 5      |
| 2009 | 두산  | 8.25       | 5    | 0    | 0    | 0  | 0  | 0  | 0  | -     | 59   | 12   | 15     | 4      | 7    | 2    | 9      | 11   | 11     |
| 2016 | NC    | 1.66       | 21   | 0    | 0    | 0  | 0  | 1  | 3  | -     | 90   | 21.2 | 10     | 2      | 11   | 6    | 27     | 4    | 4      |
| 통산 | 3시즌 | 2.93       | 41   | 0    | 0    | 0  | 1  | 1  | 3  | 0.000 | 262  | 61.1 | 43     | 7      | 26   | 15   | 60     | 23   | 20     |